# Igor Kowalik
Igor Kowalik (ur. 12 stycznia 1981 we Wrocławiu) – polski aktor teatralny i filmowy.

## Życiorys
Urodził się i wychowywał we Wrocławiu, gdzie w latach 1996–2000 uczęszczał do Ogólnokształcącej Szkoły Muzycznej II stopnia. Jako student czwartego roku aktorstwa PWSFTviT w Łodzi pod kierunkiem Jana Machulskiego, w ramach łódzkiego XXIV Festiwalu Szkół Teatralnych, wystąpił w potrójnej roli jako dziennikarka Małgorzata Mosznal, pewny siebie wokalista Stanisław Retro i jego dziewczyna Ewa w spektaklu Paw królowej (2006) w reż. Łukasza Kosa opartym na powieści Doroty Masłowskiej, gdzie był także współautorem oprawy muzycznej.
Swoją przygodę na małym ekranie rozpoczął od występu w różnorodych rolach w programie Michała Fajbusiewicza Magazyn Kryminalny 997. Pojawił się także w kilku filmach krótkometrażowych. W latach 2009–2013 związany był z Teatrem im. C.K. Norwida w Jeleniej Górze. Od 2013 współpracuje z teatrami wrocławskimi.
5 lipca 2014 w Galerii Gdańskiego Towarzystwa Przyjaciół Sztuki GTPS Punkt w Gdańsku odbyła się w jego wykonaniu premiera monodramu Marka Koterskiego Nienawidzę.
Od 1 listopada 2019 związał się z Teatrem Polskim we Wrocławiu.

## Filmografia

### Filmy krótkometrażowe
- 2004: Za plecami – chłopak
- 2004: Przerżnąć sprawę – Vincent „Vinnie” Webb
- 2004: Simpatico – Vincent „Vinnie” Webb
- 2005: Pociąg – chłopak
- 2005: Goliat – barman
- 2007: Teczka – archiwista / policjant

### Seriale TV
- 2018: Pierwsza miłość jako marszand sprzedający m.in. obrazy namalowane przez Krystiana Domańskiego
- 2018: Kruk. Szepty słychać po zmroku jako Timoszenko
- 2018: Ślad
- 2018: Sprawiedliwi – Wydział Kryminalny
- 2019: Lombard. Życie pod zastaw
- 2019: Wataha jako strażnik na przejściu granicznym
- 2019: Znaki jako komendant Ochotniczej Straży Pożarnej w Sowich Dołach
- 2020: Święty jako technik
- 2020: Leśniczówka jako Szymon, były partner Miłki

## Role teatralne
| Rok  | Tytuł                                      | Autor                                                                                         | Rola                                                                                        | Reżyser                        | Teatr                                   |
| ---- | ------------------------------------------ | --------------------------------------------------------------------------------------------- | ------------------------------------------------------------------------------------------- | ------------------------------ | --------------------------------------- |
| 2005 | Jak wam się podoba. Las                    | wg Jak wam się podoba Williama Shakespeare’a                                                  | Pan Pierwszy                                                                                | Jan Maciejowski                | Teatr Studyjny PWSFTviT w Łodzi         |
| 2006 | Paw Królowej                               | wg Doroty Masłowskiej                                                                         | piosenkarz Stanisław Retro, Ewa, dziennikarka Małgorzata Mosznal (także współtwórca muzyki) | Łukasz Kos                     | Teatr Studyjny PWSFTviT w Łodzi         |
| 2006 | Wielki Bobby                               | Krzysztof Gruszczyński                                                                        | minister obrony                                                                             | Jan Machulski                  | Teatr Telewizji                         |
| 2007 | Zabawy na podwórku (Games in the Backyard) | Edna Mazia                                                                                    | Gidi Batzer; Obrońca Gidiego                                                                | Andrzej Maria Marczewski       | Teatr Nowy w Łodzi                      |
| 2009 | List                                       | Aleksander Fredro                                                                             | Zdzisław                                                                                    | Krzysztof Pulkowski            | Teatr im. C.K. Norwida w Jeleniej Górze |
| 2009 | Scrooge. Opowieść wigilijna o Duchu        | wg Charlesa Dickensa                                                                          | Fred Holywell; duch                                                                         | Henryk Adamek                  | Teatr im. C.K. Norwida w Jeleniej Górze |
| 2010 | Dobrze                                     | Tomasz Man                                                                                    | W – Wnuczek Starszego Mężczyzny                                                             | Tomasz Man                     | Teatr im. C.K. Norwida w Jeleniej Górze |
| 2010 | Przygody rozbójnika Rumcajsa               | Ernest Bryll                                                                                  | Rumcajs                                                                                     | Kazimierz Mazur                | Teatr im. C.K. Norwida w Jeleniej Górze |
| 2010 | Drugie zwarcie                             | Jerzy Łukosz                                                                                  | Adaś                                                                                        | Jacek Zembrzuski               | Teatr im. C.K. Norwida w Jeleniej Górze |
| 2010 | Lilla Weneda                               | Juliusz Słowacki                                                                              | Polelum                                                                                     | Krzysztof Prus                 | Teatr im. C.K. Norwida w Jeleniej Górze |
| 2011 | jedenasta szesnaście                       | Rafał Matusz                                                                                  | 28                                                                                          | Rafał Matusz                   | Teatr im. C.K. Norwida w Jeleniej Górze |
| 2011 | Rozmowy przy wycinaniu lasu                | Stanisław Tym                                                                                 | Dunlop                                                                                      | Tomasz Man                     | Teatr im. C.K. Norwida w Jeleniej Górze |
| 2014 | Nienawidzę (monodram)                      | Marek Koterski                                                                                |                                                                                             | Igor Kowalik                   | Gdańskie Towarzystwo Przyjaciół Sztuki  |
| 2014 | Świat robotów                              | Sara Antczak na podstawie opowiadań Stanisława Lema                                           | Mikromił                                                                                    | Konrad Kujawski                | Wrocławski Teatr Och-Art                |
| 2016 | Sherlock Holmes śladami zaginionej rodziny | wg sir Arthura Conana Doyle’a                                                                 | Sherlock Holmes                                                                             | Andrzej Wieczorek              | Wrocławski Teatr Och-Art                |
| 2017 | Selekcja                                   |                                                                                               | Demetriusz Denderys                                                                         | Andrzej Wieczorek              | Wrocławski Teatr Och-Art                |
| 2018 | Xięgi Schulza                              | Jan Szurmiej, Wojciech Jankowiak na motywach twórczości Bruno Schulza                         | Woźnica; Esesman; Chasyd / Szloma; Koń                                                      | Jan Szurmiej                   | Teatr Polski we Wrocławiu               |
| 2019 | Ożenić się nie mogę                        | Aleksander Fredro                                                                             | urzędnik                                                                                    | Grzegorz Kempinsky             | Teatr Polski we Wrocławiu               |
| 2020 | Błękitny pies                              | na podstawie Opowieści o Błękitnym Psie, czyli o rzeczach trudnych dla dzieci Beaty Majchrzak | Buczek                                                                                      | Agata Skowrońska               | Teatr Polski we Wrocławiu               |
| 2020 | Bracia Karamazow                           | wg Fiodora Dostojewskiego                                                                     | Rakitin                                                                                     | Stanisław Melski               | Teatr Polski we Wrocławiu               |
| 2021 | Zmierzch – świtem…                         | na motywach twórczości Isaaka Babla                                                           | Lowka Krzyk                                                                                 | Jan Szurmiej                   | Teatr Polski we Wrocławiu               |
| 2021 | Kronika wypadków miłosnych (online)        | wg Tadeusza Konwickiego                                                                       | n/d                                                                                         | Agata Skowrońska, Igor Kowalik | Teatr Polski we Wrocławiu               |
| 2021 | Stara kobieta wysiaduje                    | Tadeusz Różewicz                                                                              | kelner Cyryl                                                                                | Grzegorz Bral                  | Teatr Polski we Wrocławiu               |
| 2021 | Lot nad kukułczym gniazdem                 | Ken Kesey                                                                                     | pielęgniarz Williams                                                                        | Cezary Iber                    | Teatr Polski we Wrocławiu               |
| 2022 | Sen nocy letniej                           | William Shakespeare                                                                           | Oberon, król elfów                                                                          | Magdalena Piekorz              | Teatr Polski we Wrocławiu               |
| 2022 | Szewcy                                     | Stanisław Ignacy Witkiewicz                                                                   | Hiperrobociarz                                                                              | Stanisław Melski               | Teatr Polski we Wrocławiu               |
| 2023 | Jest tak, jak wam się wydaje!              | Gianluca Iumiento                                                                             | August Wołek / policjant / zagraniczny żołnierz / doradca polityczny                        | Gianluca Iumiento              | Teatr Polski we Wrocławiu               |